# Simon Leung
Simon Leung Wing Hang (* 24. November 1996 in Brisbane) ist ein australischer Badmintonspieler. 

## Karriere
Simon Leung wurde 2019 Ozeanienmeister im Mixed mit Gronya Somerville, nachdem beide sich zuvor als nationaler Titelträger für die Kontinentalmeisterschaften qualifizieren konnten. Bei den Waikato International 2019 reichte es dagegen nur zu Rang zwei. 2021 qualifizierte er sich für die Olympischen Sommerspiele des gleichen Jahres.

## Sportliche Erfolge
| Saison | Veranstaltung                        | Disziplin | Platz | Name                            |
| ------ | ------------------------------------ | --------- | ----- | ------------------------------- |
| 2014   | Australische Meisterschaft 2014      | XD        | 2     | Simon Leung / Tiffany Ho        |
| 2014   | Australian Junior International 2014 | MD        | 1     | Anthony Joe / Simon Leung       |
| 2016   | Ozeanienmeisterschaft 2016           | XD        | 3     | Simon Leung / Tiffany Ho        |
| 2016   | Ozeanienmeisterschaft 2016           | MD        | 3     | Daniel Fan / Simon Leung        |
| 2017   | Ozeanienmeisterschaft 2017           | MD        | 3     | Mitchell Wheller / Simon Leung  |
| 2017   | Australische Meisterschaft 2017      | XD        | 3     | Simon Leung / Tiffany Ho        |
| 2017   | Juniorenweltmeisterschaft 2017       | MD        | 33    | Simon Leung / Mitchell Wheller  |
| 2018   | Ozeanienmeisterschaft 2018           | MD        | 3     | Simon Leung / Mitchell Wheller  |
| 2018   | Australische Meisterschaft 2018      | XD        | 3     | Simon Leung / Jessica Lim       |
| 2019   | North Harbour International 2019     | MD        | 2     | Simon Leung / Mitchell Wheller  |
| 2019   | Waikato International 2019           | XD        | 2     | Simon Leung / Gronya Somerville |
| 2019   | Australische Meisterschaft 2019      | XD        | 1     | Simon Leung / Gronya Somerville |
| 2019   | Ozeanienmeisterschaft 2019           | XD        | 1     | Simon Leung / Gronya Somerville |
| 2019   | Ozeanienmeisterschaft 2019           | MD        | 2     | Simon Leung / Mitchell Wheller  |